# Pernigotti
La Pernigotti è un'azienda italiana specializzata nella produzione di gianduiotti, cremini, torroni, uova di Pasqua, creme spalmabili, nocciolati e snack, dal 2022 di proprietà della J.P. Morgan Asset Management, Inc. e, dal 2023, anche di Invitalia.
L’azienda si occupava pure della produzione di gelati con il marchio Pernigotti Maestri Gelatieri Italiani, rilevato nel 2019 dall’impresa italiana Optima Group.

## Storia
La storia dell'azienda parte dal 1860, quando Stefano Giuseppe Pernigotti apre nella piazza del Mercato a Novi Ligure una drogheria specializzata in "droghe e coloniali" e già rinomata fin dagli inizi per la produzione di un pregiato torrone. Nel 1868, a seguito di una crescente notorietà dei prodotti del negozio, Stefano decide di fondare assieme al figlio (Francesco, 1843-1936) venticinquenne una società: il 1º giugno del 1868 nasce ufficialmente, con un capitale di seimila lire, la "Stefano Pernigotti & Figlio", azienda alimentare specializzata in produzione dolciaria.
In questa fase iniziale, l'azienda produce e commercia soprattutto mostarda e torrone, dolce classico natalizio, una specialità di presunta origine araba, ma in realtà di derivazione italica: i Romani avevano già un dolce a base di frutta secca e miele chiamato "cupedia". In età moderna, il torrone si diffuse inizialmente nel nord Italia e gradualmente in tutte le zone della penisola.
Il primo riconoscimento ufficiale arriva il 25 aprile 1882 quando Re Umberto I in persona concede alla società la facoltà di innalzare lo stemma reale sull'insegna della sua fabbrica, che accompagnerà il logo dell'azienda fino al 2004. In questa maniera, l'azienda diventa fornitore ufficiale della famiglia Reale italiana.
Nel 1914 con la prima guerra mondiale alle porte, il Governo Italiano proibisce l'impiego dello zucchero per la preparazione dei generi dolciari, fra i quali il torrone: ciò che poteva rappresentare un grave ostacolo per la produzione, si trasforma, grazie alla geniale intuizione di Francesco, in un'innovazione che arricchisce la qualità dell'azienda. L'assenza di zucchero, infatti, è sapientemente colmata da una maggiore concentrazione di miele, dando vita ad un nuovo torrone dalla consistenza unica.
Nel 1919 Paolo Pernigotti sostituisce il padre Francesco alla guida dell'azienda. Ma la data che forse segna la storia dolciaria dell'azienda è il 1927, anno in cui avvia per la prima volta la produzione industriale del gianduiotto, il più nobile e rinomato cioccolatino italiano nato ufficialmente a Torino nel 1865 e che prende il nome da Gianduia, la famosa maschera di carnevale piemontese. È questo un periodo molto fiorente per l'azienda, che a partire dal 1928 inizia una scalata cesellata da esaltanti risultati, ricca di riconoscimenti e premi, tra cui il “Diploma di Gran Premio” conseguito all'Esposizione nazionale ed internazionale di Torino.
Nel 1935 Paolo Pernigotti acquista la ditta Enea Sperlari, azienda cremonese specializzata nella produzione del torrone. Nel 1936 Paolo avvia una nuova produzione, quella dei preparati per gelateria, che ancora oggi è uno dei punti di forza dell'azienda.
Nel 1944 un bombardamento distrugge l'opificio che viene ricostruito e trasferito negli ex magazzini militari di viale della Rimembranza, dove ancor oggi la Pernigotti ha sede. A Paolo subentra, negli anni sessanta, il figlio Stefano Pernigotti, che nel 1971 acquisisce la Streglio, specializzata nei prodotti a base di cacao.
Con gli anni ottanta sopraggiunge un periodo di crisi che porterà alla cessione della Sperlari nel 1981 agli americani della H.J.Heinz Company.
Nel 1995 Stefano Pernigotti, rimasto senza eredi dopo la scomparsa dei due figli ancora giovanissimi in un incidente stradale in Uruguay nel luglio 1980, decide di cedere lo storico marchio novese alla famiglia Averna, nota per i successi legati al settore delle bevande alcoliche. Nel 2000 cede anche la Streglio a una nipote.
L'11 luglio 2013 l'azienda viene ceduta dalla famiglia Averna al gruppo turco appartenente alla famiglia Toksöz, attivo nel dolciario, nel farmaceutico e nel settore energetico.
Il 6 novembre 2018 la Toksöz, che detiene l'azienda, ha annunciato la chiusura dello stabilimento di Novi Ligure, ma non la dismissione del marchio.
Il 6 agosto 2019 Luigi Di Maio, ministro dello sviluppo economico e del lavoro, annuncia che il MiSE ha raggiunto l'accordo per scongiurare l'esubero dei dipendenti. 
Nel 2022 il gruppo Toksöz vende l’intero pacchetto azionario di Pernigotti a J.P. Morgan, che già controlla anche la storica azienda dolciaria Walcor di Cremona, specializzata nella produzione di monete e uova di cioccolato.
Nella primavera del 2023, Pernigotti presenta un importante piano di rilancio, che prevede il rebranding del logo aziendale, un nuovo packaging con grafiche più moderne e anche ricette dei prodotti rinnovate.
Nel luglio 2023, Invitalia entra nel capitale sociale di Pernigotti come socio di minoranza con una quota pari al 25% dell’intero pacchetto azionario nell’ambito del Fondo per la Salvaguardia dei Marchi Storici.
Con l’ingresso di Invitalia, già socio di minoranza in Walcor, vengono allineate le partecipazioni azionarie di Lynstone SSF IIE e di Invitalia in Pernigotti e Walcor. L’obiettivo dei due azionisti è infatti quello di creare sinergie commerciali tra le due aziende che coopereranno con l’intento di avviare un polo italiano di eccellenza del cioccolato e quindi di sviluppare e diffondere i due preziosi marchi storici.
Nel marzo 2024, Pernigotti insieme a Walcor annunciano di aver aderito all’Associazione Marchi Storici d’Italia, sodalizio che ha lo scopo di promuovere l’importanza strategica dei marchi storici italiani e dare loro impulso quale leva di competitività e internazionalizzazione.

## Marchi e prodotti

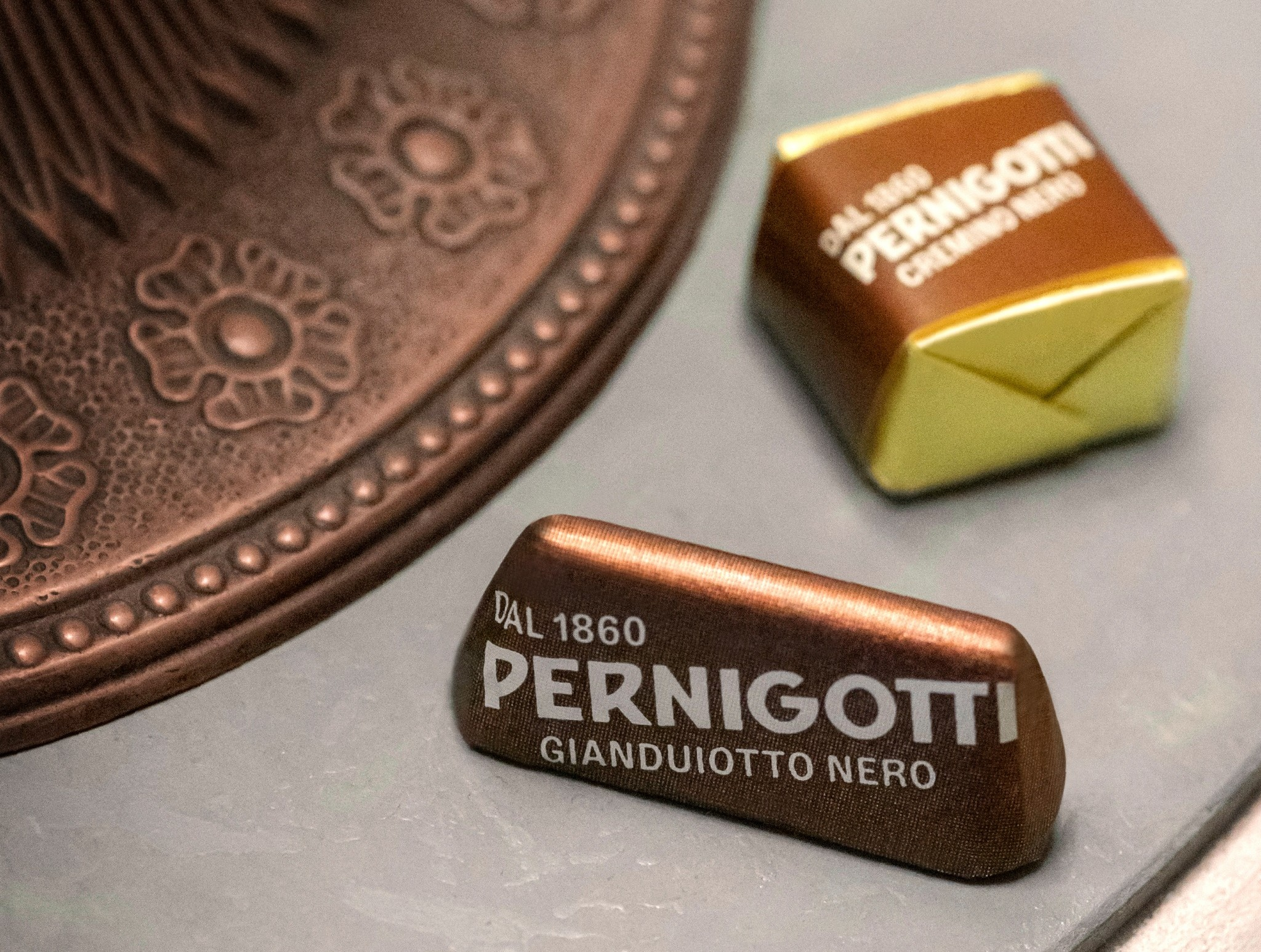
Gianduiotto e cremino Pernigotti

- Praline: Gianduiotti, Cremini e Gemme (boulle)
- Nocciolati e stecche di cioccolato Pepitas
- Torroni e torroncini Cherubini
- Uova e ovetti di cioccolato
- Creme spalmabili alla gianduia
- Snack e barrette Gianduiotto e Cremino